# Seznam obcí v departementu Yvelines

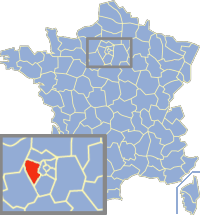
Yvelines

Toto je seznam obcí v departementu Yvelines ve Francii, jichž je celkem 262:
| INSEE | PSČ   | Obec                         |
| ----- | ----- | ---------------------------- |
| 78003 | 78660 | Ablis                        |
| 78005 | 78260 | Achères                      |
| 78006 | 78113 | Adainville                   |
| 78007 | 78240 | Aigremont                    |
| 78009 | 78660 | Allainville                  |
| 78010 | 78580 | Les Alluets-le-Roi           |
| 78013 | 78770 | Andelu                       |
| 78015 | 78570 | Andrésy                      |
| 78020 | 78790 | Arnouville-lès-Mantes        |
| 78029 | 78410 | Aubergenville                |
| 78030 | 78610 | Auffargis                    |
| 78031 | 78930 | Auffreville-Brasseuil        |
| 78033 | 78126 | Aulnay-sur-Mauldre           |
| 78034 | 78770 | Auteuil                      |
| 78036 | 78770 | Autouillet                   |
| 78043 | 78870 | Bailly                       |
| 78048 | 78550 | Bazainville                  |
| 78049 | 78580 | Bazemont                     |
| 78050 | 78490 | Bazoches-sur-Guyonne         |
| 78053 | 78910 | Béhoust                      |
| 78057 | 78270 | Bennecourt                   |
| 78062 | 78650 | Beynes                       |
| 78068 | 78270 | Blaru                        |
| 78070 | 78930 | Boinville-en-Mantois         |
| 78071 | 78660 | Boinville-le-Gaillard        |
| 78072 | 78200 | Boinvilliers                 |
| 78073 | 78390 | Bois-d'Arcy                  |
| 78076 | 78910 | Boissets                     |
| 78077 | 78125 | La Boissière-École           |
| 78082 | 78200 | Boissy-Mauvoisin             |
| 78084 | 78490 | Boissy-sans-Avoir            |
| 78087 | 78830 | Bonnelles                    |
| 78089 | 78270 | Bonnières-sur-Seine          |
| 78090 | 78410 | Bouafle                      |
| 78092 | 78380 | Bougival                     |
| 78096 | 78113 | Bourdonné                    |
| 78104 | 78930 | Breuil-Bois-Robert           |
| 78107 | 78980 | Bréval                       |
| 78108 | 78610 | Les Bréviaires               |
| 78113 | 78440 | Brueil-en-Vexin              |
| 78117 | 78530 | Buc                          |
| 78118 | 78200 | Buchelay                     |
| 78120 | 78830 | Bullion                      |
| 78123 | 78955 | Carrières-sous-Poissy        |
| 78124 | 78420 | Carrières-sur-Seine          |
| 78125 | 78720 | La Celle-les-Bordes          |
| 78126 | 78170 | La Celle-Saint-Cloud         |
| 78128 | 78720 | Cernay-la-Ville              |
| 78133 | 78240 | Chambourcy                   |
| 78138 | 78570 | Chanteloup-les-Vignes        |
| 78140 | 78130 | Chapet                       |
| 78143 | 78117 | Châteaufort                  |
| 78146 | 78400 | Chatou                       |
| 78147 | 78270 | Chaufour-lès-Bonnières       |
| 78152 | 78450 | Chavenay                     |
| 78158 | 78150 | Le Chesnay                   |
| 78160 | 78460 | Chevreuse                    |
| 78162 | 78460 | Choisel                      |
| 78163 | 78910 | Civry-la-Forêt               |
| 78164 | 78120 | Clairefontaine-en-Yvelines   |
| 78165 | 78340 | Les Clayes-sous-Bois         |
| 78168 | 78310 | Coignières                   |
| 78171 | 78113 | Condé-sur-Vesgre             |
| 78172 | 78700 | Conflans-Sainte-Honorine     |
| 78185 | 78790 | Courgent                     |
| 78188 | 78270 | Cravent                      |
| 78189 | 78121 | Crespières                   |
| 78190 | 78290 | Croissy-sur-Seine            |
| 78192 | 78111 | Dammartin-en-Serve           |
| 78193 | 78720 | Dampierre-en-Yvelines        |
| 78194 | 78550 | Dannemarie                   |
| 78196 | 78810 | Davron                       |
| 78202 | 78440 | Drocourt                     |
| 78206 | 78920 | Ecquevilly                   |
| 78208 | 78990 | Élancourt                    |
| 78209 | 78125 | Émancé                       |
| 78217 | 78680 | Épône                        |
| 78220 | 78690 | Les Essarts-le-Roi           |
| 78224 | 78620 | L'Étang-la-Ville             |
| 78227 | 78740 | Évecquemont                  |
| 78230 | 78410 | La Falaise                   |
| 78231 | 78200 | Favrieux                     |
| 78233 | 78810 | Feucherolles                 |
| 78234 | 78200 | Flacourt                     |
| 78236 | 78910 | Flexanville                  |
| 78237 | 78790 | Flins-Neuve-Église           |
| 78238 | 78410 | Flins-sur-Seine              |
| 78239 | 78520 | Follainville-Dennemont       |
| 78242 | 78330 | Fontenay-le-Fleury           |
| 78245 | 78200 | Fontenay-Mauvoisin           |
| 78246 | 78440 | Fontenay-Saint-Père          |
| 78251 | 78112 | Fourqueux                    |
| 78255 | 78840 | Freneuse                     |
| 78261 | 78250 | Gaillon-sur-Montcient        |
| 78262 | 78490 | Galluis                      |
| 78263 | 78950 | Gambais                      |
| 78264 | 78490 | Gambaiseuil                  |
| 78265 | 78890 | Garancières                  |
| 78267 | 78440 | Gargenville                  |
| 78269 | 78125 | Gazeran                      |
| 78276 | 78270 | Gommecourt                   |
| 78278 | 78770 | Goupillières                 |
| 78281 | 78930 | Goussonville                 |
| 78283 | 78113 | Grandchamp                   |
| 78285 | 78550 | Gressey                      |
| 78289 | 78490 | Grosrouvre                   |
| 78290 | 78520 | Guernes                      |
| 78291 | 78930 | Guerville                    |
| 78296 | 78440 | Guitrancourt                 |
| 78297 | 78280 | Guyancourt                   |
| 78299 | 78250 | Hardricourt                  |
| 78300 | 78790 | Hargeville                   |
| 78302 | 78113 | La Hauteville                |
| 78305 | 78580 | Herbeville                   |
| 78307 | 78125 | Hermeray                     |
| 78310 | 78550 | Houdan                       |
| 78311 | 78800 | Houilles                     |
| 78314 | 78440 | Issou                        |
| 78317 | 78440 | Jambville                    |
| 78320 | 78270 | Jeufosse                     |
| 78321 | 78760 | Jouars-Pontchartrain         |
| 78322 | 78350 | Jouy-en-Josas                |
| 78324 | 78200 | Jouy-Mauvoisin               |
| 78325 | 78580 | Jumeauville                  |
| 78327 | 78820 | Juziers                      |
| 78329 | 78440 | Lainville-en-Vexin           |
| 78334 | 78320 | Lévis-Saint-Nom              |
| 78335 | 78520 | Limay                        |
| 78337 | 78270 | Limetz-Villez                |
| 78343 | 78350 | Les Loges-en-Josas           |
| 78344 | 78270 | Lommoye                      |
| 78346 | 78980 | Longnes                      |
| 78349 | 78730 | Longvilliers                 |
| 78350 | 78430 | Louveciennes                 |
| 78354 | 78200 | Magnanville                  |
| 78356 | 78114 | Magny-les-Hameaux            |
| 78358 | 78600 | Maisons-Laffitte             |
| 78361 | 78200 | Mantes-la-Jolie              |
| 78362 | 78200 | Mantes-la-Ville              |
| 78364 | 78770 | Marcq                        |
| 78366 | 78490 | Mareil-le-Guyon              |
| 78367 | 78750 | Mareil-Marly                 |
| 78368 | 78124 | Mareil-sur-Mauldre           |
| 78372 | 78160 | Marly-le-Roi                 |
| 78380 | 78580 | Maule                        |
| 78381 | 78550 | Maulette                     |
| 78382 | 78780 | Maurecourt                   |
| 78383 | 78310 | Maurepas                     |
| 78384 | 78670 | Médan                        |
| 78385 | 78200 | Ménerville                   |
| 78389 | 78490 | Méré                         |
| 78391 | 78270 | Méricourt                    |
| 78396 | 78600 | Le Mesnil-le-Roi             |
| 78397 | 78320 | Le Mesnil-Saint-Denis        |
| 78398 | 78490 | Les Mesnuls                  |
| 78401 | 78250 | Meulan                       |
| 78402 | 78970 | Mézières-sur-Seine           |
| 78403 | 78250 | Mézy-sur-Seine               |
| 78404 | 78940 | Millemont                    |
| 78406 | 78470 | Milon-la-Chapelle            |
| 78407 | 78125 | Mittainville                 |
| 78410 | 78840 | Moisson                      |
| 78413 | 78980 | Mondreville                  |
| 78415 | 78124 | Montainville                 |
| 78416 | 78440 | Montalet-le-Bois             |
| 78417 | 78790 | Montchauvet                  |
| 78418 | 78360 | Montesson                    |
| 78420 | 78490 | Montfort-l'Amaury            |
| 78423 | 78180 | Montigny-le-Bretonneux       |
| 78431 | 78630 | Morainvilliers               |
| 78437 | 78270 | Mousseaux-sur-Seine          |
| 78439 | 78790 | Mulcent                      |
| 78440 | 78130 | Les Mureaux                  |
| 78442 | 78640 | Neauphle-le-Château          |
| 78443 | 78640 | Neauphle-le-Vieux            |
| 78444 | 78980 | Neauphlette                  |
| 78451 | 78410 | Nézel                        |
| 78455 | 78590 | Noisy-le-Roi                 |
| 78460 | 78250 | Oinville-sur-Montcient       |
| 78464 | 78125 | Orcemont                     |
| 78465 | 78910 | Orgerus                      |
| 78466 | 78630 | Orgeval                      |
| 78470 | 78125 | Orphin                       |
| 78472 | 78660 | Orsonville                   |
| 78474 | 78910 | Orvilliers                   |
| 78475 | 78910 | Osmoy                        |
| 78478 | 78660 | Paray-Douaville              |
| 78481 | 78230 | Le Pecq                      |
| 78484 | 78200 | Perdreauville                |
| 78486 | 78610 | Le Perray-en-Yvelines        |
| 78490 | 78370 | Plaisir                      |
| 78497 | 78125 | Poigny-la-Forêt              |
| 78498 | 78300 | Poissy                       |
| 78499 | 78730 | Ponthévrard                  |
| 78501 | 78440 | Porcheville                  |
| 78502 | 78560 | Le Port-Marly                |
| 78503 | 78270 | Port-Villez                  |
| 78506 | 78660 | Prunay-en-Yvelines           |
| 78505 | 78910 | Prunay-le-Temple             |
| 78513 | 78940 | La Queue-lez-Yvelines        |
| 78516 | 78125 | Raizeux                      |
| 78517 | 78120 | Rambouillet                  |
| 78518 | 78590 | Rennemoulin                  |
| 78520 | 78550 | Richebourg                   |
| 78522 | 78730 | Rochefort-en-Yvelines        |
| 78524 | 78150 | Rocquencourt                 |
| 78528 | 78270 | Rolleboise                   |
| 78530 | 78790 | Rosay                        |
| 78531 | 78710 | Rosny-sur-Seine              |
| 78536 | 78440 | Sailly                       |
| 78537 | 78730 | Saint-Arnoult-en-Yvelines    |
| 78545 | 78210 | Saint-Cyr-l'École            |
| 78569 | 78730 | Sainte-Mesme                 |
| 78548 | 78720 | Saint-Forget                 |
| 78550 | 78640 | Saint-Germain-de-la-Grange   |
| 78551 | 78100 | Saint-Germain-en-Laye        |
| 78557 | 78125 | Saint-Hilarion               |
| 78558 | 78980 | Saint-Illiers-la-Ville       |
| 78559 | 78980 | Saint-Illiers-le-Bois        |
| 78561 | 78470 | Saint-Lambert                |
| 78562 | 78610 | Saint-Léger-en-Yvelines      |
| 78564 | 78660 | Saint-Martin-de-Bréthencourt |
| 78565 | 78790 | Saint-Martin-des-Champs      |
| 78567 | 78520 | Saint-Martin-la-Garenne      |
| 78571 | 78860 | Saint-Nom-la-Bretèche        |
| 78575 | 78470 | Saint-Rémy-lès-Chevreuse     |
| 78576 | 78690 | Saint-Rémy-l'Honoré          |
| 78586 | 78500 | Sartrouville                 |
| 78588 | 78650 | Saulx-Marchais               |
| 78590 | 78720 | Senlisse                     |
| 78591 | 78790 | Septeuil                     |
| 78597 | 78200 | Soindres                     |
| 78601 | 78120 | Sonchamp                     |
| 78605 | 78910 | Tacoignières                 |
| 78606 | 78113 | Le Tartre-Gaudran            |
| 78608 | 78980 | Le Tertre-Saint-Denis        |
| 78609 | 78250 | Tessancourt-sur-Aubette      |
| 78615 | 78850 | Thiverval-Grignon            |
| 78616 | 78770 | Thoiry                       |
| 78618 | 78790 | Tilly                        |
| 78620 | 78117 | Toussus-le-Noble             |
| 78621 | 78190 | Trappes-en-Yvelines          |
| 78623 | 78490 | Le Tremblay-sur-Mauldre      |
| 78624 | 78510 | Triel-sur-Seine              |
| 78638 | 78740 | Vaux-sur-Seine               |
| 78640 | 78140 | Vélizy-Villacoublay          |
| 78642 | 78480 | Verneuil-sur-Seine           |
| 78643 | 78540 | Vernouillet                  |
| 78644 | 78320 | La Verrière                  |
| 78646 | 78000 | Versailles                   |
| 78647 | 78930 | Vert                         |
| 78650 | 78110 | Le Vésinet                   |
| 78653 | 78490 | Vicq                         |
| 78655 | 78125 | Vieille-Église-en-Yvelines   |
| 78668 | 78270 | La Villeneuve-en-Chevrie     |
| 78672 | 78670 | Villennes-sur-Seine          |
| 78674 | 78450 | Villepreux                   |
| 78677 | 78930 | Villette                     |
| 78681 | 78770 | Villiers-le-Mahieu           |
| 78683 | 78640 | Villiers-Saint-Frédéric      |
| 78686 | 78220 | Viroflay                     |
| 78688 | 78960 | Voisins-le-Bretonneux        |